# Liederschiedt
Liederschiedt – miejscowość i gmina we Francji, w regionie Grand Est, w departamencie Mozela.
Według danych na rok 1990 gminę zamieszkiwało 130 osób, a gęstość zaludnienia wynosiła 22 osób/km² (wśród 2335 gmin Lotaryngii Liederschiedt plasuje się na 915. miejscu pod względem liczby ludności, natomiast pod względem powierzchni na miejscu 929.).